# Divadlo Petra Bezruče
Le Divadlo Petra Bezruče (littéralement en français Théâtre Petr Bezruč), est un théâtre d'Ostrava inauguré officieusement le 1er décembre 1945 avec la pièce Jak se Honza učil bát (Comment Honza apprit à craindre), puis officiellement le 13 décembre 1945 avec la première de la pièce de Viktor Dyk Ondřej et le Dragon. 
Dès le début, cette scène a un type de répertoire différent de celui du « grand » théâtre local. Elle s'adresse principalement à un public jeune.

## Histoire
Sous le nom de Théâtre populaire « Kytice », le théâtre d'Ostrava existe déjà à l'époque du Protectorat. Après la nationalisation en 1948, il prend l’appellation Městské divadlo mladých (Théâtre de la Jeunesse) et à partir de 1957 son nom actuel. Pendant une courte période, il fait partie du Théâtre d'État d'Ostrava (aujourd'hui Národní divadlo moravskoslezské). La scène est composée en grande partie d'amateurs ; Les acteurs professionnels n'y apparaitront que dans le début des années 1950. En 1961, le théâtre déménage dans le bâtiment moderne de la Maison de la Culture de Vítkovice (aujourd'hui la Maison de la Culture de la Ville d'Ostrava). Depuis le début des années 1990, le théâtre fonctionne dans le bâtiment du théâtre Blaník, au 28, rue října. Il dispose de deux scènes : une grande scène et un petit espace appelé la Morgue.
En 1997, le Théâtre Petr Bezruč est fermé en tant qu'organisation contributive et depuis la saison 1997/1998, la compagnie de théâtre indépendante « Petr Bezruč » opère dans le théâtre sur la base d'une subvention pluriannuelle de la ville d'Ostrava.
Depuis août 2019, le directeur artistique du Théâtre est Jan Holec. Il y présente pour la première fois au public d'Ostrava, à l'automne 2019, sa propre adaptation du roman Frankenstein de Mary Shelley. Cette adaptation est suivie par sa production de Bezruči v 60 minutách, qui est créée pendant le confinement au printemps 2020, ainsi que par l'adaptation du film de Miloš Forman Les Amours d'une blonde, avec la dramaturge Anna Smrčková. En décembre 2021, Les Frères Karamazov sont créés au Théâtre Bezruč dans sa dramatisation et sa mise en scène. En mai 2022, il réalise la première mondiale du projet Old Love Doesn't Rust à la Galerie des Beaux-Arts d'Ostrava. Le Procès de Kafka est créé fin janvier 2023 et Le Père de Zeller en mai 2023, pièces pour lesquelles Holec est le metteur en scène. Au cours de la saison 2023/2024, le directeur artistique se produit avec Střípky ženy et Mary Stuart. Dans les deux pièces, l' actrice Alexandra Palatínusová tient le rôle principal.
Le Théâtre Petr Bezruč a reçu un grand nombre d'acteurs tchèques à succès. 